# Marigo Posio

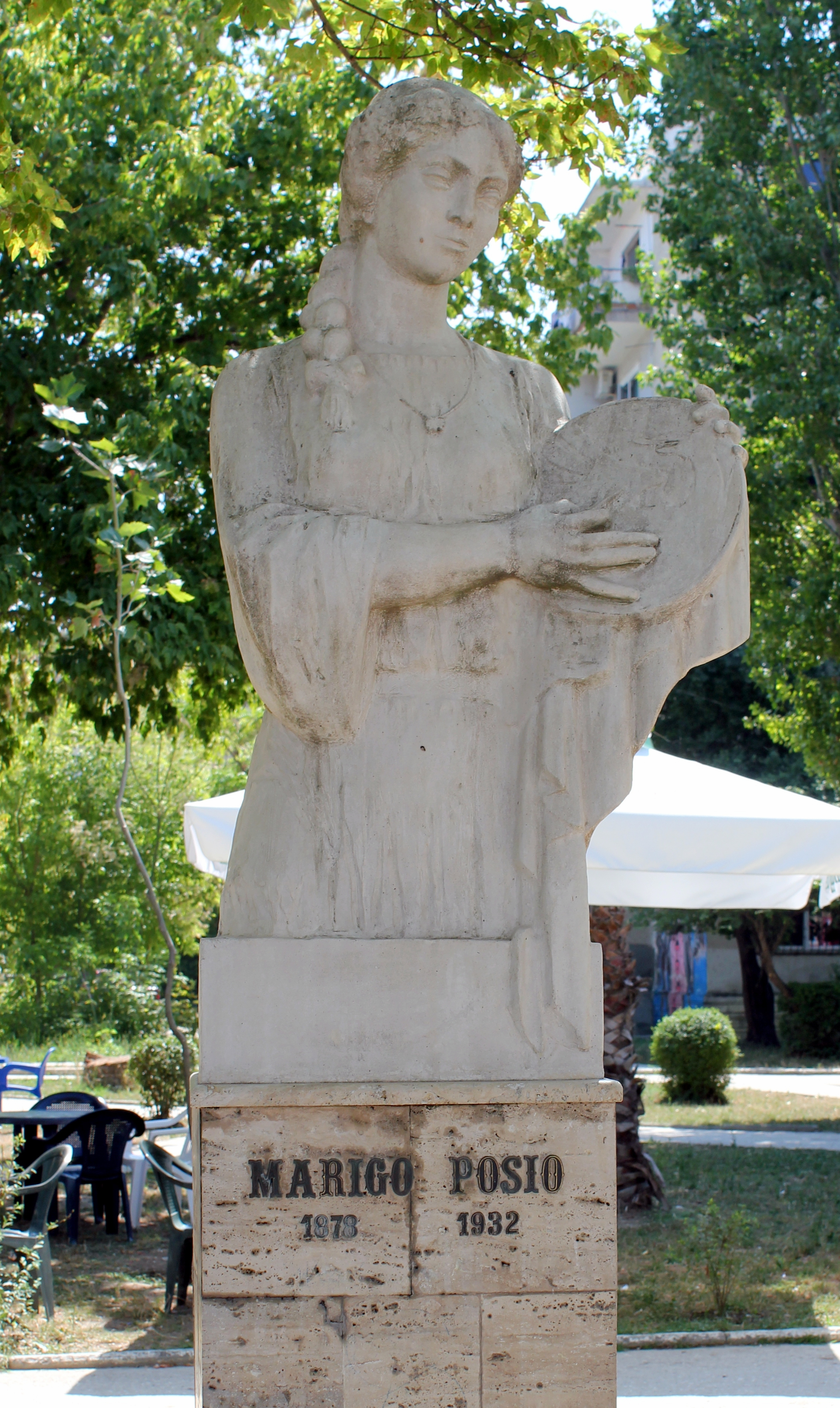
Büste in Vlora

Marigo Posio (* 2. Februar 1882 bei oder in Korça; † 23. Februar 1932 in Vlora; manchmal auch Pozio) war eine Aktivistin der albanischen National- und Unabhängigkeitsbewegung und Frauenrechtsaktivistin. Sie gilt als Näherin der Flagge Albaniens, die Ismail Qemali während der albanischen Unabhängigkeitserklärung in Vlora am 28. November 1912 hisste.

## Leben
Marigo war die Tochter von Papa Kosta Poçi and Lenka Ballauri. Einige albanische Quellen behaupten, sie sei im Dorf Hoçisht bei Korça geboren worden, andere Quellen nennen Korça selbst als Geburtsort. Ihre Schwester Urani heiratete den albanischen Politiker und Großgrundbesitzer Kristo Floqi, die Schwester Angjeliqi heiratete den albanischen Politiker und späteren Premierminister Kostaq Kota. Ihre Brüder Niko und Kristo wanderten in die Vereinigten Staaten aus.
Marigo Posio besuchte die erste albanische Schule in Korça und war die 27. Schülerin der Schule. Schon früh heiratete sie den späteren Freiheitskämpfer Jovan Posio aus dem Dorf Hoçisht. Das Paar zog um 1904 in den Stadtteil Muradie in Vlora. Ihr Haus wurde bald zum zentralen Anlaufpunkt für die albanische Nationalbewegung. Marigo Posio war Mitglied des 1908 in Vlora gegründeten „Patriotischen Clubs Labëria“. Sie war 1909 eine der Gründerinnen der albanischen Schule von Vlora. Unter dem Vorwand Nähunterricht zu erteilen, unterrichtete Posio dort die albanische Sprache.
Die bei der albanischen Unabhängigkeitserklärung am 28. November 1912 in Vlore gehisste Flagge soll von Marigo Posio genäht worden sein. Der albanische Politiker Lef Nosi berichtete, dass der schwarze Doppelkopfadler aus schwarzem Satin ausgeschnitten worden und auf roten Stoff genäht worden war. Ekrem Bey Vlora erzählte allerdings, dass am Unabhängigkeitstag seine Flagge, ein Geschenk von Aladro Castriota, gehisst worden sei und Posio erst danach anhand dieser Vorlage Flaggen gefertigt habe:

„Man versprach mir, sie in einigen Tagen zurückstellen zu wollen, und zwar sobald Frau Marigo Posio (eine große, reklametüchtige, demokratische Patriotin aus Korçë) die neue Fahne fertiggenäht und gestickt haben würde. Am 28. November war nämlich mit jener typisch albanisch-orientalischen Sorglosigkeit das Hauptobjekt des Tages, »die Fahne« als Symbol der Souveränität, vergessen worden. Die meisten wußten  überhaupt nicht, wie diese Fahne aussah. Kein Mensch hatte sie je gesehen oder gebraucht. Niemand besaß eine in Vlorë. Ratlos blickten einander die großen Staatsgründer an. Da trat mein Freund Hydai Efendi vor und berichtete, daß im Schlafzimmer Ekrem Beys an der Bettwand eine albanische Fahne in einem schönen Rahmen aufgenagelt sei. Er fragte, ob man sie trotz der Abwesenheit des Besitzers nehmen könne. Ismail Bey willigte ein, und so wanderte die mir von Don Aladro Kastriota in Paris feierlich geschenkte Fahne ins Nebenhaus des Konaks in die Hände Ismail Beys, der sie Murat Bey Toptani mit dem Geheiß überreichte, sie zu hissen, während er am Fenster daneben stand.“

Andere Quellen schreiben, dass eine Flagge gehisst worden sei, die in den USA hergestellt und von Marigo Posio aus Korfu nach Albanien geschmuggelt worden war.
Zweifelsohne fertigte Posio von der Flagge mehrere Kopien, die in den Büros der neuen Regierung hingen.
Marigo Posio war außerdem eine der Führungspersönlichkeiten der ersten albanischen Frauenorganisation, die verwundeten Soldaten aus dem Krieg mit Griechenland half. Die Organisation wurde am 13. Mai 1914 gegründet. Zu den Mitgliedern gehörten viele Ehefrauen prominenter albanischer Persönlichkeiten wie Syrja Vlora oder Mehmet Pascha.
Am 6. Februar 1921 gründete Posio die Zeitung Shpresa shqiptare („Die albanische Hoffnung“), die in sechs Ausgaben erschien.
Posios Familie hatte wenig Glück. Der Sohn und zwei der drei Töchter starben. In den 1920er Jahren erkrankte auch Marigo Posio an Tuberkulose. Der Ruhm blieb ihr lange verwehrt: Anders als viele andere erhielt Posio keinen „Veteranenstatus“ und wurde vergessen. Sie starb 1932 und wurde auf dem Friedhof des Klosters Zvërnec bestattet.

## Posthume Ehrung
Heute steht in Vlora in einem kleinen Park an Vloras Hauptstraße Rruga Sadik Zotaj eine Statue von Marigo Posio.